# 克里斯蒂娜·沃穆思
克里斯蒂娜·伊丽莎白·沃穆思（1969年4月19日—），是一位美國國防官員以及職業公務員，現任美國陸軍部長，沃穆思曾在2014年至2016年担任美國國防部政策次長。

## 早年生活和教育
沃穆思1969年4月19日出生於聖地亞哥北部的拉霍亚社區，在德克薩斯州大學城長大。她畢業於馬薩諸塞州威廉姆斯學院，獲得政治學學士學位，然後在馬里蘭大學獲得公共政策碩士學位。

## 職業生涯
沃穆思於1995年作為總統管理研究員計劃实习生進入政府部門。接下來的六年半時間裡，在國防部擔任公務員。後來擔任政府顧問，然後在战略与国际研究中心任高級研究員。
在被提名為負責政策的國防部副部長之前，沃穆思曾在國家安全委員會擔任總統特別助理和國防政策與戰略高級總監。2009年至2010年，沃穆思擔任國土國防部首席副助理部長。

### 奧巴馬政府
沃穆思被贝拉克·奥巴马總統提名擔任政策次長。2014年6月19日，獲得美國參議院口頭表決確認。任职期间，沃穆思為反恐行動做出了貢獻，並參與歐洲、亞洲和中東的防務關係。
沃穆思副部長任期結束後，被任命為蘭德國際安全與國防政策中心主任。

### 拜登政府

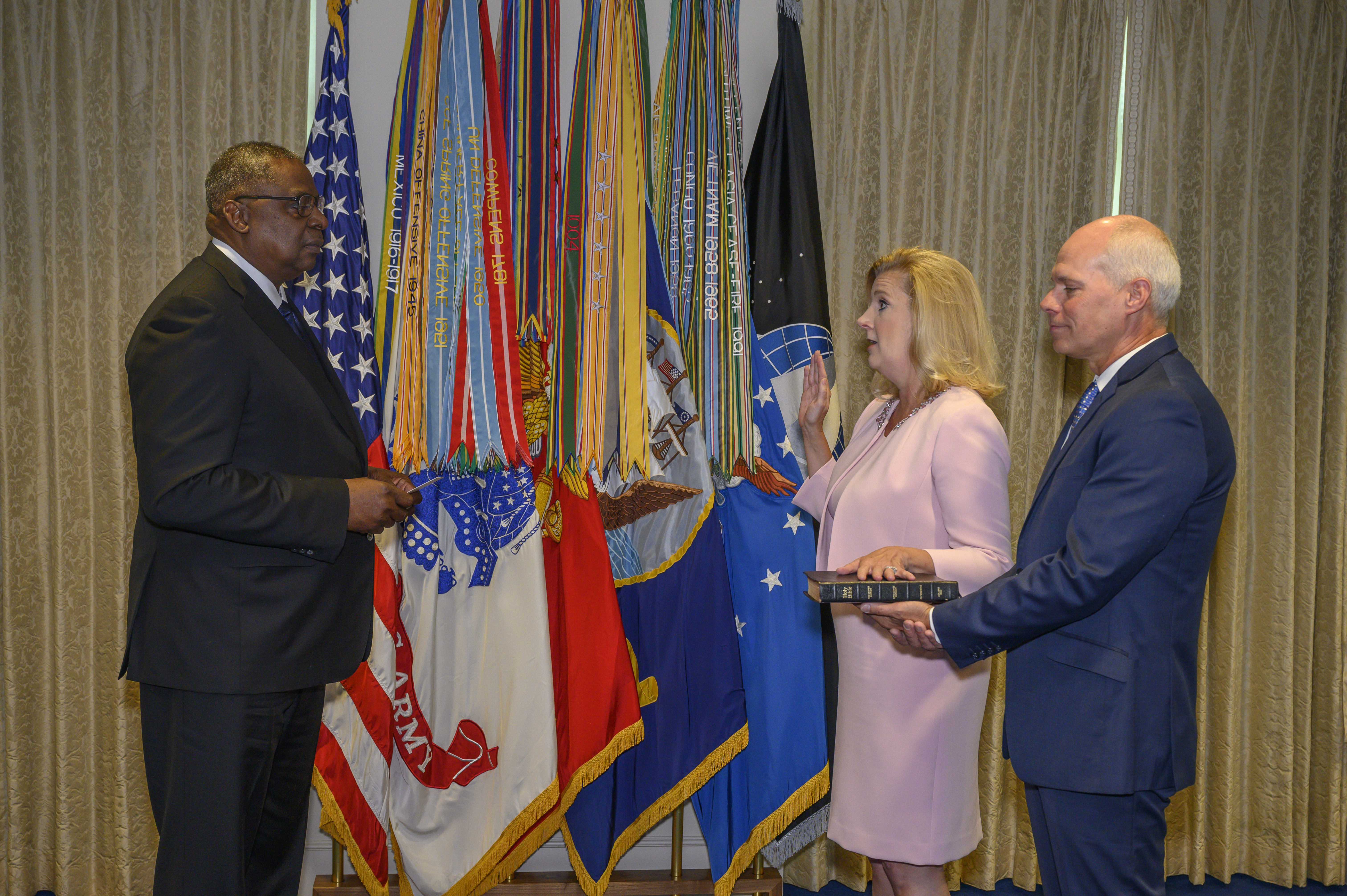
克里斯汀·沃穆斯宣誓就任第25任陸軍部長

2020年11月，沃穆思被任命為喬·拜登總統過渡機構審查小組的志願者成員，以支持與美國國防部相關的過渡工作。

#### 陸軍部長
2021年4月12日，喬·拜登總統提名沃穆思擔任第25任陸軍部長。2021年4月15日她的提名被送交參議院。5月24日參議院軍事委員會以口頭表決方式報告提名。兩天后，沃穆思的提名獲得參議院一致同意確認，5月27日再次獲得一致同意，得到正式確認。第二天宣誓就職，成为首位女性陸軍部長。

## 個人生活
沃穆思與一名海軍兼職預備役軍人結婚，並有兩個女兒。

## 外部連結
- C-SPAN內的頁面（英文）